# کلکلسیفرول
کلکلسیفرول (به انگلیسی: Cholecalciferol) (ویتامین D۳) با فرمول شیمیایی C۲۷H۴۴O یک ترکیب شیمیایی است. که جرم مولی آن ۳۸۴٫۶۴ g/mol می‌باشد. شکل ظاهری این ترکیب، بلورهای سفید است.